# Harker-Gletscher
Der Harker-Gletscher ist ein Gletscher auf Südgeorgien. Er fließt in ostnordöstlicher Richtung in das südwestliche Ende des Moraine Fjord, einer Nebenbucht der Cumberland East Bay.
Wissenschaftler der Schwedischen Antarktisexpedition (1901–1903) kartierten ihn und benannten ihn nach dem schwedischen Geologen Gerard Jakob De Geer (1858–1943). Der schottische Geologe David Ferguson führte 1912 eine neuerliche Vermessung durch und benannte den Gletscher nach dem britischen Petrologen Alfred Harker (1859–1939). Letztere Benennung setzte sich durch.